# Kaiser-Friedrich-Denkmal (Bremen)

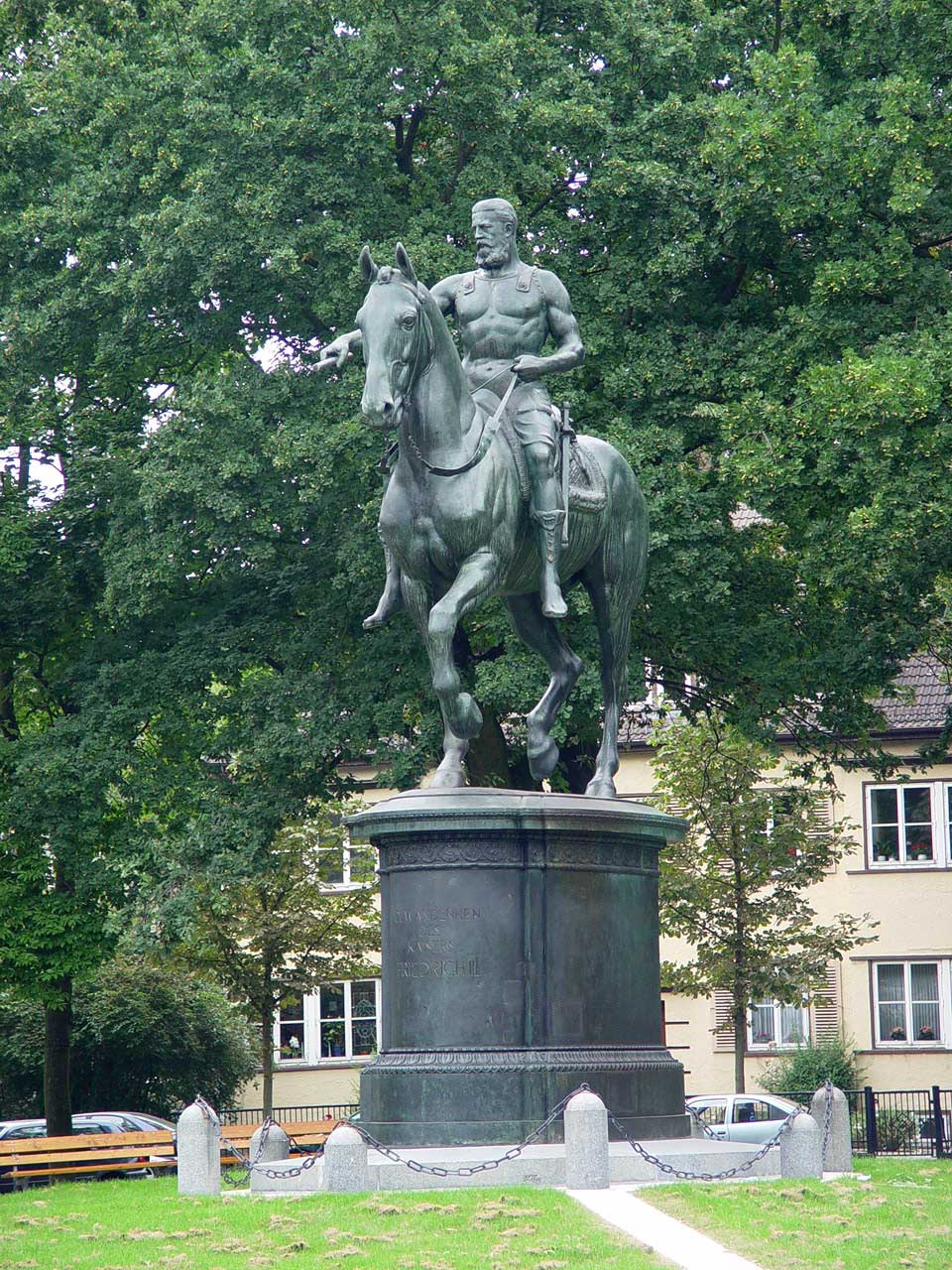
Friedrich III. von Louis Tuaillon, Bremen, 1905

Das Kaiser-Friedrich-Denkmal, ein von Louis Tuaillon geschaffenes bronzenes Reiterdenkmal an der Hermann-Böse-Straße in Bremen, wurde 1905 dem Andenken des 1888 für nur 99 Tage regierenden deutschen Kaisers Friedrich III. gewidmet. Seit 1973 steht es unter Denkmalschutz.

## Friedrich III. und Bremen
Schon als Kronprinz galt Friedrich Wilhelm (* 1833) als eine Hoffnung des intellektuellen und liberalen Bürgertums, das von ihm, der Kunst und Wissenschaft zugeneigt war und Victoria, die kluge Tochter der gleichnamigen englischen Königin geheiratet hatte, eine Umgestaltung des Reichs in eine konstitutionelle Monarchie nach britischem Vorbild erwartete. Im republikanischen Bremen, das wie Friedrich in gewisser Gegnerschaft zur Politik Bismarcks stand, galt erst recht dieses Ansehen, auch 1905 noch, obwohl man es heute natürlich schon länger eher so sieht, dass Friedrich ein „trotz einer gewissen liberalen Zeitgemäßheit seiner Ansichten doch auch ein im Standesdünkel beschränkter Mensch war“ (Golo Mann).
Als er 1888 („Dreikaiserjahr“) nach dem Tod des 91-jährig gestorbenen Kaisers Wilhelm als Friedrich III. endlich den Thron bestieg, war er bereits todkrank und starb bereits nach 99 Tagen, betrauert vor allem von Freisinnigen und Liberalen. Sein Sohn, Kaiser Wilhelm II., knüpfte wieder eher an die politischen Ideale seines Großvaters an.

## Entstehungsgeschichte
Ein Kaiserdenkmal war dem Standbild für Friedrich III. bereits vorausgegangen: das (verlorene) Monument für Wilhelm I. von 1890 auf dem Domshof, ein künstlerisch belangloses, im Stil des Neobarock allegorisch überfrachtetes Reiterdenkmal. Zwölf Jahre später hatten sich die künstlerischen Vorstellungen grundlegend geändert. Sie erfassten auch Franz Schütte, der sich damit in dem lang und erbittert geführten Bremer Künstlerstreit auf die Seite des „reformorientierten“ Gustav Pauli stellte und sich gegen den „konservativen“ Arthur Fitger entschied. Schütte, der wohl vermögendste Bremer Unternehmer, hatte ab 1899 eine Gesellschaft zur Bebauung des Areals zwischen Eisenbahn, Hollerallee und Herdentorsfriedhof gegründet. Ein dreieckiger Platz zwischen Hermann-Böse-Straße, Park- und Slevogtstraße blieb von der Reihenhausbebauung ausgespart und sollte mit dem von Schütte erworbenen Rosselenker, einer Freiplastik des Bildhauers Louis Tuaillon geschmückt werden, was der Künstler jedoch ablehnte. Als Schütte 1902 Tuaillon beauftragt hatte, den schon vorhandenen Entwurf eines Friedrich-Denkmals zu realisieren, der Künstler aber ein wesentlich überarbeitetes Modell nach Bremen schickte, wagte der ängstliche Senat kaum, den Entwurf, der Friedrich nämlich jetzt in „Imperatorentracht“, also fast „heroischer Nacktheit“ darstellte, dem Kaiser in Berlin zur allerhöchsten Genehmigung vorzulegen. Dieser jedoch fand, „noch nie habe er seinen Vater so schön aufgefasst gesehen“ und nahm auch an der Enthüllung des Denkmals am 22. März 1905 persönlich teil.

## Bedeutung
Wie das Bremer Bismarck-Denkmal, dessen Errichtung zur gleichen Zeit diskutiert wurde, ist auch das Monument für Friedrich III. ein künstlerisch bedeutender Markstein in der Geschichte der Bremer Denkmalskultur. Der gründerzeitliche Pomp hat hier einer neoklassizistischen Strenge Platz gemacht. Die künstlerische Aussage und stimmige städtebauliche Einfügung hat Vorrang vor dem politischen Akt der Denkmalssetzung. „Anders als bei berühmten Vorbildern aus der Renaissance, Donatellos Gattamelata oder Verrocchios Colleoni ist hier nicht der Gegensatz zwischen Rüstung und Pferdeleib betont, sondern Mensch und Tier bilden auch in der völlig übereinstimmenden plastischen Durchbildung der muskulösen Körper eine harmonische Einheit; der nur angedeutete Lederpanzer wird von dem Betrachter kaum wahrgenommen. Haltung und Gestik des Reiters erinnern an das antike Standbild Marc Aurels auf dem Kapitol“ (Mielsch).